# Bernard Essers
Bernard Essers, né le 11 mars 1893 à Kraksaän (près de Probolinggo, en Indonésie) et mort le 13 mai 1945 à Doniawerstal (Pays-Bas), est un dessinateur, illustrateur, graveur, aquarelliste et peintre-verrier néerlandais.
Il effectue plusieurs voyages en Italie et en France, notamment, d'où il tire ses sujets.

## Biographie
Bernard Essers naît à Kraksaän, près de Probolinggo, sur l'île indonésienne de Java, alors une colonie néerlandaise le 11 mars 1893,.
Essers arrive aux Pays-Bas en 1903, d'abord à Utrecht puis à Amsterdam.
Fils d'un médecin, il fréquente l'école de dessin Kayser d'Amsterdam à partir de 1908, puis étudie de 1910 à 1911 à la Royal Academy. Il étudie ensuite à l'école de dessin « Priesma » d'Amsterdam jusqu'en 1914, et l'année suivante, il apprend la gravure auprès d'un certain « J. M. », puis de Johannes Graadt van Roggen (nl) à Bergen et il apprend la gravure sur bois auprès de Jacobus Gerardus Veldheer (nl).
Il se fait connaitre en 1917 en illustrant Ein verliebter Wanderer d'Arthur van Schendel. 
Essers effectue plusieurs voyages. En 1920, il part avec sa mère en Italie, à Florence puis en Sicile l'année suivante. Il finit son voyage avec un séjour de deux semaines à Paris, en mai 1921. Il voyage ensuite deux mois en Grande-Bretagne, fin 1922. En 1926, il retourne à Rapallo. À l'été 1927, Essers séjourne avec son ancien professeur de gravure Graadt van Roggen en Bretagne ; il y produit des dessins et des aquarelles, dont il fera des gravures sur bois à son retour. Il effectue aussi un voyage à Bâle, en Suisse, en 1929.
En France, il illustre sur bois les Stances de Jean Moréas. Essers travaille aussi à l'eau-forte, à l'aquarelle et peint sur verre.
Bernard Essers meurt à Doniawerstal, près de Skarsterlân, au nord des Pays-Bas, le 13 mai 1945.

## Galerie

Illustrations pour le magazine Wendingen
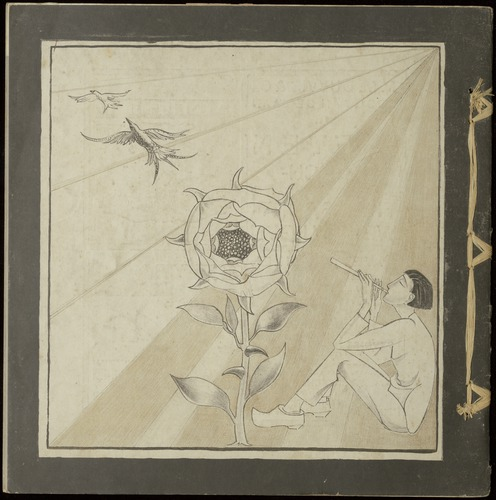
1920
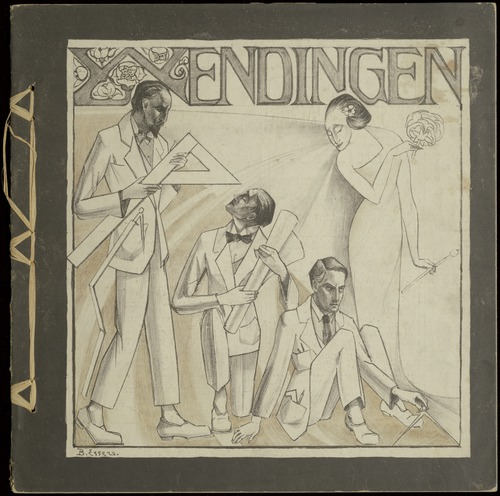
1920
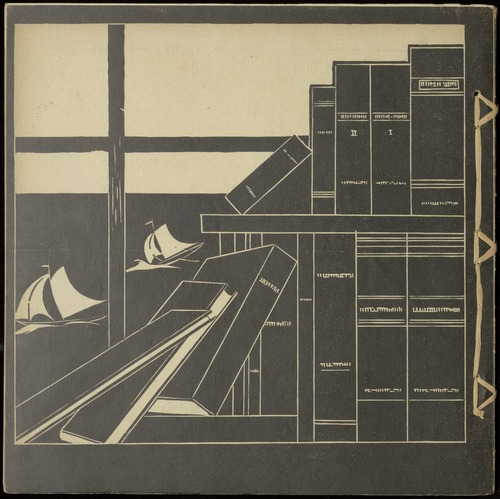
1923
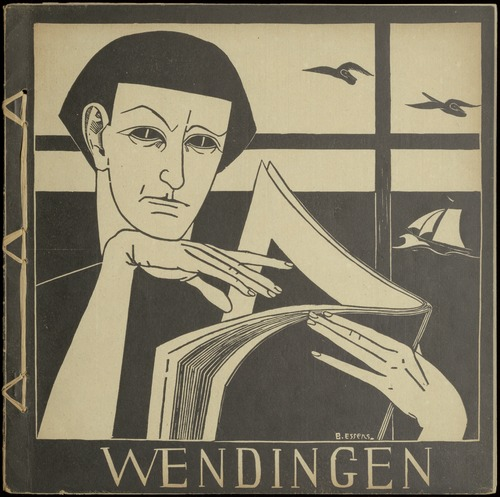
1923
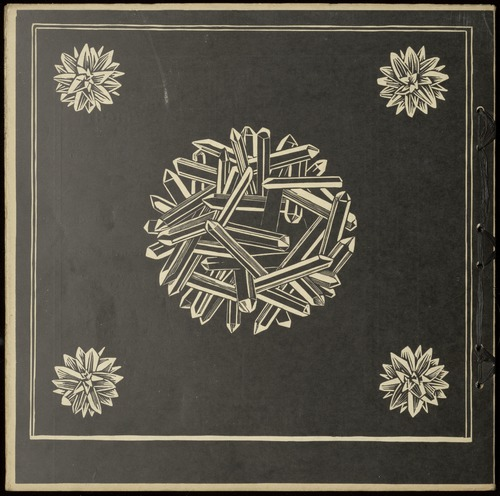
1924
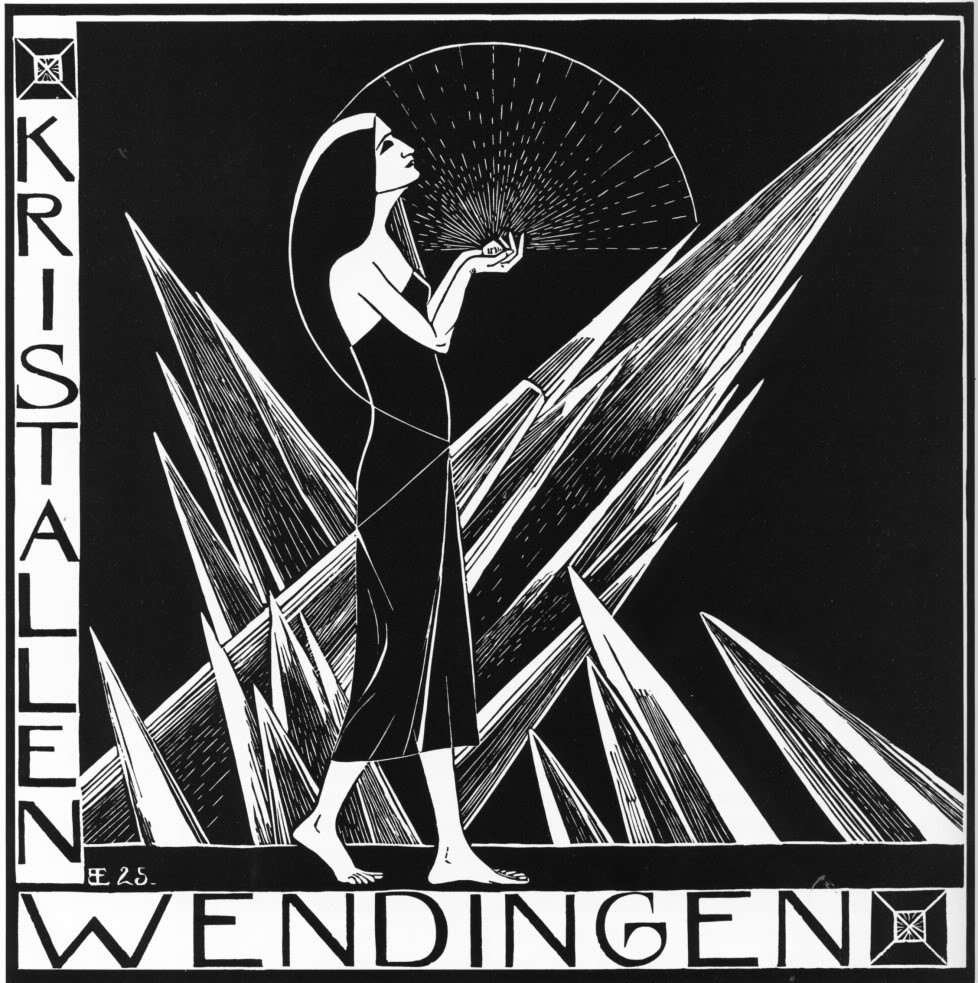
1924

Autres œuvres
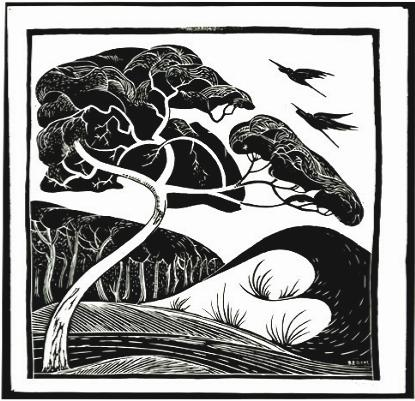
Paysage de dunes (1922-1923).
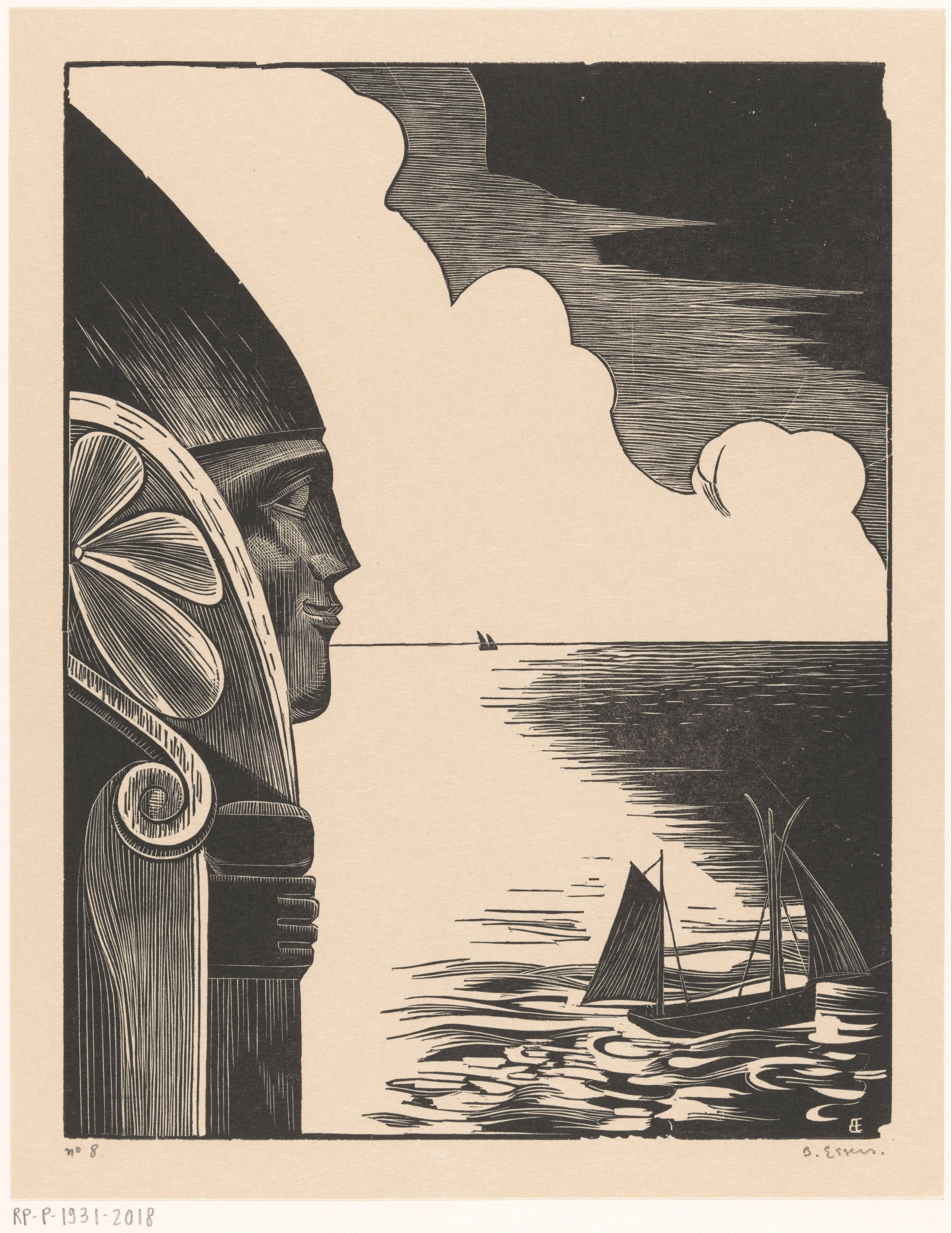
Statue de Saint-Nicolas au port de Tréboul, gravure sur bois (1927).
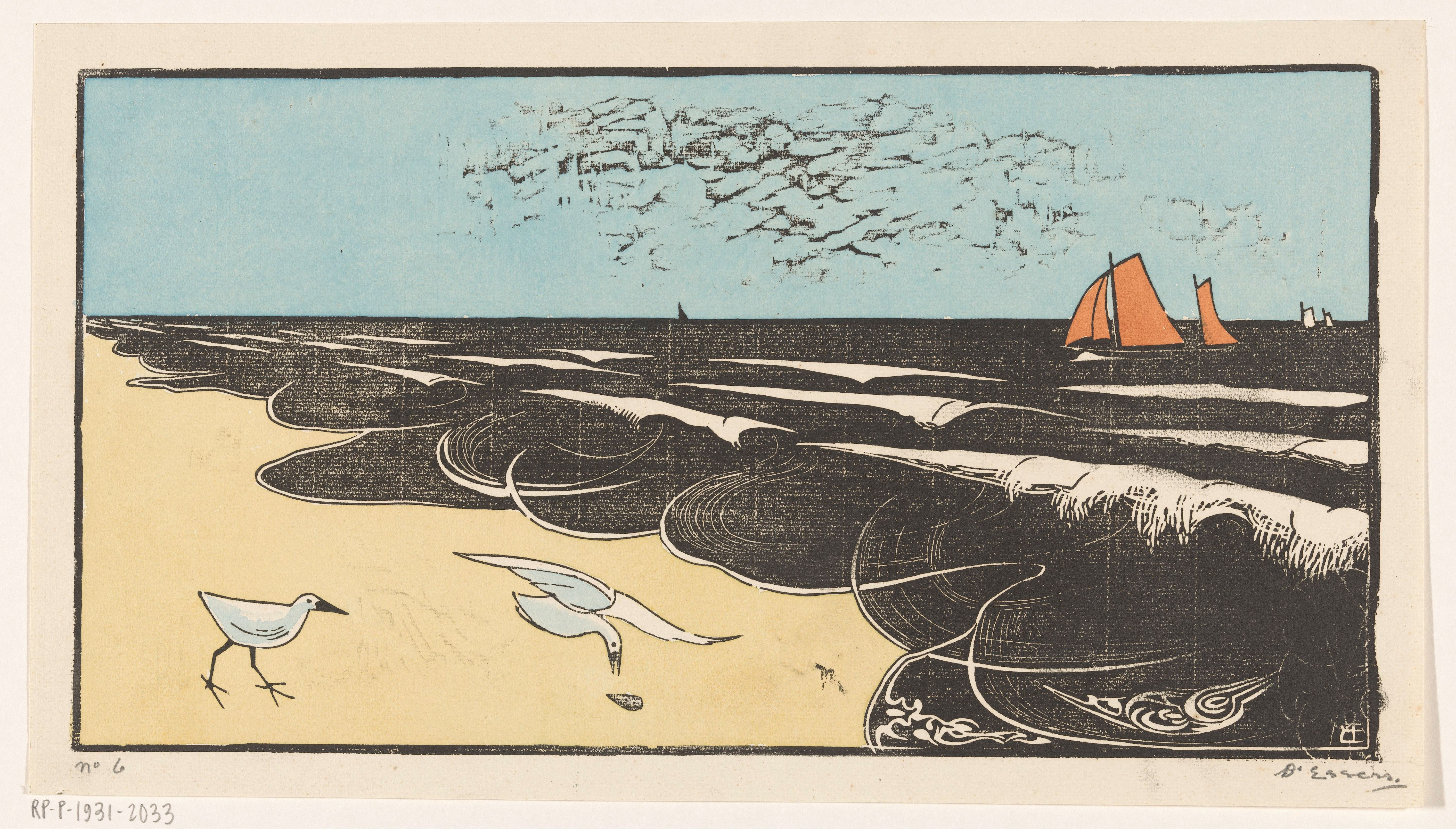
Mer à Bergen, gravure sur bois (c. 1925).
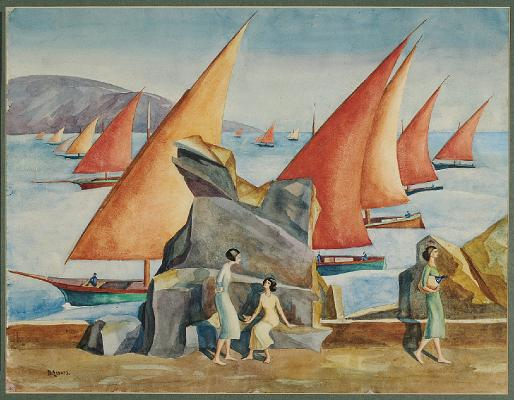
Voiles rouges, Sicile, aquarelle (1921).
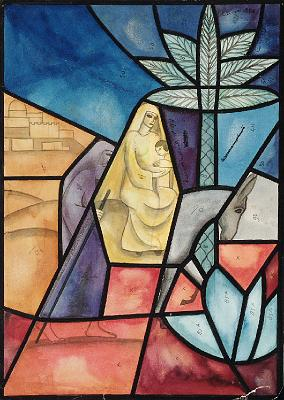
La Fuite en Égypte, vitrail (c. 1920).